# Zamarkova
Zamarkova este o localitate din comuna Lenart, Slovenia, cu o populație de 109 locuitori.